# 奥尔沃 (杜省)
奥尔沃（法語：Orve，法語發音：[ɔʁv]）是法国杜省的一个市镇，属于蒙贝利亚尔区。

## 地理
奥尔沃（47°19'33"N, 6°33'14"E）面积5.51 平方千米，位于法国勃艮第-弗朗什-孔泰大區杜省，该省份为法国东部内陆省份，北起上索恩省，西接汝拉省，东部及东南部与瑞士接壤，东北部与贝尔福地区省接壤。
与奥尔沃接壤的市镇（或旧市镇、城区）包括：昂特伊、沙佐、大克罗塞、拉翁、桑塞、韦勒罗莱贝尔瓦。

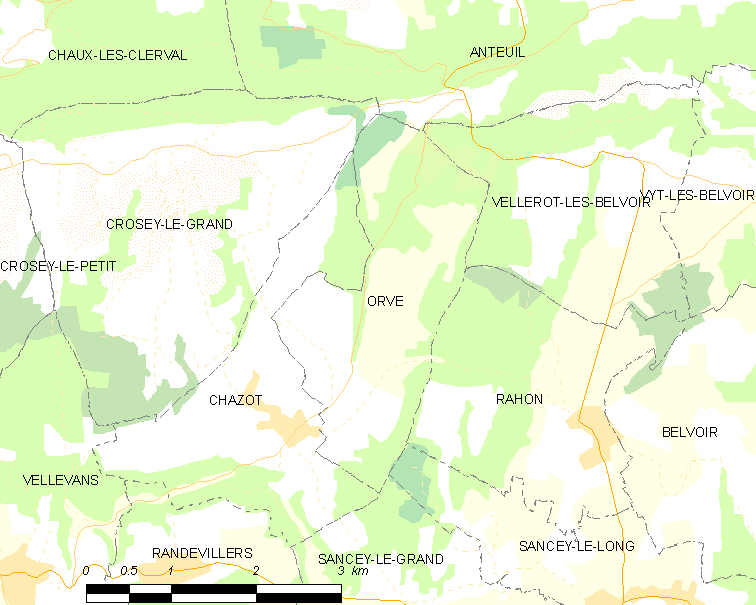
的OSM定位图

奥尔沃的时区为UTC+01:00、UTC+02:00（夏令时）。

## 行政
奥尔沃的邮政编码为25430，INSEE市镇编码为25436。

## 政治
奥尔沃所属的省级选区为巴旺县。

## 人口

1962-2008年间人口变化图示

奥尔沃于2022年1月1日时的人口数量为58人。